# 賀斉
賀 斉（が せい）は、中国後漢末期から三国時代の呉の武将。字は公苗。揚州会稽郡山陰県の人。父は賀輔。子は賀達・賀景。孫は賀質・賀邵。曾孫は賀循。玄孫は賀隰。
元の姓は慶氏であり、前漢の慶普にまでさかのぼることが出来る。賀斉の伯父の慶純は学者として名があり、安帝の時代に侍中・江夏太守を務めた人物である。安帝の父の名を避けて賀氏に改めた。賀斉の父は永寧県長を務めている。

## 略歴
建安元年（196年）、孫策が太守王朗を追放し会稽郡を治めるようになると、賀斉は孫策から孝廉に推挙された。王朗軍の残党の商升が孫策に反旗を翻すと、孫策は永寧県長であった韓晏という人物を南部都尉に任命し討伐にあたらせ、その後任として賀斉を県長に任命した。後に韓晏が商升に敗北すると、孫策は賀斉を南部都尉に任命した。すると商升が賀斉の声望に恐れをなし、盟約を結ぶことを申し出てきたため、賀斉は手紙を送り降参を勧めた。商升が降伏するつもりであったが、内紛が起こったため殺害されてしまい、主戦派のグループが主導権を握ることになった。しかし賀斉は兵士が少ないことを理由に、討伐をせず様子を見ることにした。まもなく、主戦派の内部でも対立が生じたので、賀斉は山越を唆し、対立を内部抗争にまで発展させた。反乱軍の力が弱まったところを見定めた賀斉は軍を動かし、一度の戦いでこれを破り降参させた。
その後、建安・漢興・南平で反乱が起きたため、建安8年（203年）に賀斉は建安に軍を進駐させ、都尉の役所を設置した。会稽郡の役所は管轄の各県に指示し、5千の兵を徴発し軍団を組織させ、各県長を軍指揮者とし賀斉の統制下に置かせた。
不服従民達はそれぞれ漢興・大潭・蓋竹に本営を置き、それぞれ1万戸から6千戸を率いて余汗まで兵を進めてきた。賀斉はまず漢興の不服従民達を討伐するつもりであったが、寡兵で大軍の相手をせねばならないため、松陽県長である丁蕃に命令して余汗の備えに置こうとした。
しかし丁蕃は、元々同僚に過ぎなかった賀斉の指示を受けることを嫌い、命令を拒否した。賀斉が已む無く丁蕃を斬ると、以後彼の命令に抵抗する者はいなくなった。賀斉は軍の一部を余汗に置き、漢興の不服従民達を討伐し、敵を殲滅又は降伏させた。また大潭の不服従民も討伐し、敵を殲滅又は降伏させた。反乱の頭目は悉く捕虜となり、討ち取った首は6千にもなったという。戦後、賀斉は行政機構を再編成し、一万の兵士を軍団に加えた。この功績により平東校尉となった。
建安10年（205年）、賀斉は会稽南部から上饒の討伐に赴き、分割して建平県を立てた。
建安13年（208年）、賀斉は威武中郎将に昇進し、丹陽・黟・歙を討伐した。武強・葉郷・東陽・豊浦を降伏させ、上表して葉郷を昇格させ始新県を立てた。この後、歙と黟の不服従民が反乱を起こし、それぞれ1万戸から2万戸を率いて安勒山・烏聊山・林歴山に立て籠もった。林歴山は各所に要害がある難所であった。しかし賀斉は、裏手から奇襲をかけて敵を混乱させ要害を突破し、多数の捕虜と7千の首級を得た。賀斉は上表し、歙県を分割して始新・新定・黎陽・休陽・黟・歙の6つの県を立てるべきと進言した。孫権はこれを受けて、歙県を分割し新都郡を置き、賀斉をその太守とした上で、始新に役所を置き職務を行わせると共に、偏将軍の位も加えた。
建安16年（211年）、呉郡の余杭で平民の郎稚が反乱を起こし、一族郎党を含めて数千人を集めたが、賀斉は郡の兵を率いて即座にこれを鎮圧した。賀斉は上表し、余杭を分割し臨水県を立てさせた。
賀斉は命令を受けて孫権に伺候したが、郡に帰還する時には孫権から熱烈な歓迎を受け、車への同乗も許可された。
建安18年（213年）、豫章東部の平民達が反乱を起こし、一万人ほどの規模となった。賀斉はこれを討伐し、首謀者達を斬り多くの捕虜を得た。また、降伏者の中から勇敢な者を選び出し軍団に加え、残った者は県の戸籍に編入した。この功績で賀斉は奮武将軍に昇進した。
建安20年（215年）、合肥の戦いで張遼の奇襲に、先行部隊として徐盛が負傷を被って部下が旗指し矛を失ったが、後方にいた賀斉と潘璋に救援されたという、落し旗矛を拾った。賀斉が途中の部隊を率いて張遼を拒ぎ撃ち、張遼を撤退させた。逍遥津撤退で孫権らが最後部で敵の追撃を防ぐ、孫権の大軍が既に前線から撤退した。後に賀斉が3千人の水軍を率いて退路から津南へと戻り、ここに陣を敷いて孫権らの殿軍部隊を待ち受けた。当時、1千余兵の殿軍が張遼の7千余騎兵の攻撃に遭い、賀斉が援軍を務め、既に退却した孫権を船に迎え入れた。
建安21年（216年）、濡須口の戦いで尤突という者が曹操の印綬を受け反乱を起こし、陵陽・始安・涇もそれに同調すると、賀斉は陸遜と共に討伐し尤突ら数千人を斬って反乱を鎮圧した。これにより丹陽の三県も降参した。また、降伏者の中から8千人の精鋭を募り、孫権軍に加え、長江に戻る。この功績で賀斉を安東将軍・山陰侯に任命され、江上を守れ、扶州以上から皖までの地域の守備を任せた。
黄武元年（222年）、魏が三方面から侵攻してきた時、洞口方面から侵攻してきた曹休を迎え討つため、呂範が洞口に向かったが、天候の悪化で軍に大きな被害が出た。しかし賀斉は、新市の防備を任されていたため、この被害を受けずに済んだ。たまたま洞口にあった諸軍団が暴風にあって流され水に沈み、その半数が失われて、部将も士卒たちも色を失った。戦場までの道のりが遠かったために遅れて到着したことから、賀斉がまだ渡河しておらず、彼の軍だけはまったく損傷を受けてなかったこと（洞浦の戦い）。呂範が残って指揮を続け、曹丕は魏軍に命じて急いで渡江させ、その際に賀斉の救船が到着した。呉の将たちは賀斉の軍団を後ろ楯にして勢いを盛り返し、曹休・張遼・臧覇などを打ち破ると、呉に敗れて曹休らは賀斉の威容に畏れをなし、退却した。この功績で後将軍に昇進し、仮節を与えられ徐州牧となった。
同年に戯口に晋宗という者がいたが、彼は魏に寝返った後、魏から蘄春太守に任命され、安楽県を襲撃するなど国境を脅かしていた。孫権は晋宗を憎らしく思っていたが、思うように討伐できなかった。黄武2年（223年）に曹魏の侵攻が去ったのを受け、6月、晋宗の討伐を賀斉に命令した。賀斉・胡綜は糜芳や鮮于丹を率いて魏領を落として、晋宗を生け捕り、蘄春郡を占領した。
黄武6年（227年）に死去した。

## 逸聞
昔、賀斉将軍を派遣して山越の叛徒たちを討伐させたときのこと、叛徒たちの中に禁の術(ものの力の発動を封じる呪術)をよくする者がいた。戦いを交えようとするたびに、呪術の力で官軍は刀剣を抜くことができず、弓矢を放ってもみなこちらのほうに戻ってくるため、戦いはいつも不利であった。賀斉は、事態をじっくり読み取り思案をめぐらされると、「金属でも刃のあるものは封じられ、虫でも毒のあるものは封じられても、刃のないものや毒を持たぬ虫は封じることができないとできぬに違いない」そこで堅い木材でこん棒を多数作らせると、精鋭兵士五千人を選んで突撃隊となし、そのすべてにこん棒を持たせた。敵の山越たちは、禁の術に巧みなものがあるとたのんだので、しっかりとした備えは一つもなかった。そこで官軍がこん棒によって攻撃を加えたところ、禁の術者ははたして威力を発揮することができず、打ち殺された者が何万という数にのぼった。（『抱朴子』）
賀斉が命令を受けて孫権のもとに伺侯したあと、任地の郡にもどることになると、孫権は都の郊外にまで出て送別の儀式や宴会を行い、その場では音楽が奏され剣舞が舞われた。賀斉に馬車と駿馬とが下賜され、送別の宴も終わって孫権が車に入ると、賀斉にも馬車に乗るようにと命じた。賀斉が主君の前で馬車に乗るのはおそれ多いと辞退をすると、孫権は側仕えの者に命じて賀斉をむりやり馬車に乗せさせ、郡にいるときと同様に威儀を整え行列を作って出発させた。孫権はその様子を望みやり、笑いながら、「人たるもの、努力をせねばならぬ。立派な行いを積み忠勤を重ねなければ、こうした栄誉は得られぬのだ」。（『江表伝』）
あるひとが「呂範と賀斉は奢侈で、服飾は帝王を僭擬してる」という。孫権「昔、管仲の礼を越える事を桓公は優遇してこれを容認したが、覇業を損いはしなかった。今、子衡・公苗の身には夷吾の過失は無く、ただその器械の精なるを好み、舟車を厳整しているだけだ。どちらも軍容を立派にするもの。どうしてダメなのかね」と。告げた者は再びは言おうとしなかった。 (『江表伝』)

## 人物
非常に派手好きな事でも有名であり、常に上質で豪華な武具を着飾って戦に赴いた。自身だけではなく配下の軍装も豪奢に飾りつけ、遠目に見るだけで彼の軍と分かるほどであったという。
洞口の戦いにおいても、賀斉の軍団は武器甲冑や軍用機具はとびきり精巧で上等な物を揃え、船には彫刻・彩色を施し透かし彫りで飾り付け、青い傘を立て赤い幔幕を垂らし、大小の楯や矛には花文様を彩り鮮やかに画き、弓や矢はすべて最高の材質のものを用い、蒙衝や戦艦の類いは遠くから見ると、あたかも山のようであったといわれる。大敗した曹休などはその威容に畏れをなし、そのまま軍をまとめて退き返した。
小説『三国志演義』には登場しない。

## 家系図
|  |  |  |  |  |  |  |  |  |  |              |      |      |      |      |      |  |  |      |      |      |      |      |      |  |  |      |      |      |      |      |      |  |  |      |      |      |      |      |      |  |  |      |      |      |      |      |      |  |  |      |      |      |      |      |      |
|  |  |  |  |  |  |  |  |  |  | 慶純（賀純） |      |      |      |      |      |  |  |      |      |      |      |      |      |  |  |      |      |      |      |      |      |  |  |      |      |      |      |      |      |  |  |      |      |      |      |      |      |  |  |      |      |      |      |      |      |
|  |  |  |  |  |  |  |  |  |  |              |      |      |      |      |      |  |  |      |      |      |      |      |      |  |  |      |      |      |      |      |      |  |  |      |      |      |      |      |      |  |  |      |      |      |      |      |      |  |  |      |      |      |      |      |      |
|  |  |  |  |  |  |  |  |  |  |              |      |      |      |      |      |  |  |      |      |      |      |      |      |  |  |      |      |      |      |      |      |  |  |      |      |      |      |      |      |  |  |      |      |      |      |      |      |  |  |      |      |      |      |      |      |
|  |  |  |  |  |  |  |  |  |  | 賀輔         | 賀輔 | 賀輔 | 賀輔 | 賀輔 | 賀輔 |  |  | 賀斉 | 賀斉 | 賀斉 | 賀斉 | 賀斉 | 賀斉 |  |  | 賀達 | 賀達 | 賀達 | 賀達 | 賀達 | 賀達 |  |  | 賀質 | 賀質 | 賀質 | 賀質 | 賀質 | 賀質 |  |  |      |      |      |      |      |      |  |  |      |      |      |      |      |      |
|  |  |  |  |  |  |  |  |  |  | 賀輔         | 賀輔 | 賀輔 | 賀輔 | 賀輔 | 賀輔 |  |  | 賀斉 | 賀斉 | 賀斉 | 賀斉 | 賀斉 | 賀斉 |  |  | 賀達 | 賀達 | 賀達 | 賀達 | 賀達 | 賀達 |  |  | 賀質 | 賀質 | 賀質 | 賀質 | 賀質 | 賀質 |  |  |      |      |      |      |      |      |  |  |      |      |      |      |      |      |
|  |  |  |  |  |  |  |  |  |  |              |      |      |      |      |      |  |  |      |      |      |      |      |      |  |  |      |      |      |      |      |      |  |  |      |      |      |      |      |      |  |  |      |      |      |      |      |      |  |  |      |      |      |      |      |      |
|  |  |  |  |  |  |  |  |  |  |              |      |      |      |      |      |  |  |      |      |      |      |      |      |  |  | 賀景 | 賀景 | 賀景 | 賀景 | 賀景 | 賀景 |  |  | 賀邵 | 賀邵 | 賀邵 | 賀邵 | 賀邵 | 賀邵 |  |  | 賀循 | 賀循 | 賀循 | 賀循 | 賀循 | 賀循 |  |  | 賀隰 | 賀隰 | 賀隰 | 賀隰 | 賀隰 | 賀隰 |
|  |  |  |  |  |  |  |  |  |  |              |      |      |      |      |      |  |  |      |      |      |      |      |      |  |  | 賀景 | 賀景 | 賀景 | 賀景 | 賀景 | 賀景 |  |  | 賀邵 | 賀邵 | 賀邵 | 賀邵 | 賀邵 | 賀邵 |  |  | 賀循 | 賀循 | 賀循 | 賀循 | 賀循 | 賀循 |  |  | 賀隰 | 賀隰 | 賀隰 | 賀隰 | 賀隰 | 賀隰 |
|  |  |  |  |  |  |  |  |  |  |              |      |      |      |      |      |  |  |      |      |      |      |      |      |  |  |      |      |      |      |      |      |  |  |      |      |      |      |      |      |  |  |      |      |      |      |      |      |  |  |      |      |      |      |      |      |